# Liste von Binnenschiffen mit Namen Berlin
Nach der Stadt Berlin waren und sind zahlreiche Binnenschiffe benannt.

## Binnenpassagierschiff „Berlin“ von 1828
Hölzerner Raddampfer unter der Flagge von Preußen. Das Schiff wurde 1828 in Berlin für die Berliner Dampfschiffahrtsgesellschaft gebaut. 1833 wurde der Raddampfer an die Preußische Seehandlung Berlin verkauft und verbrannte 1838 nach einer Havarie auf der Elbe.
- Länge: 36,58 m
- Breite: 5,78 m
  - Breite über die Radkästen: 8,84 m
- Antrieb: Seitenhebel-Dampfmaschine mit 40 PS (30 kW)
- Passagiere: 100 Personen
- Kabinen: 16

## Binnenpassagierschiff „Berlin“ von 1840
Hölzerner Raddampfer unter der Flagge von Preußen. Das Schiff wurde 1840 auf der Werft Carmesin in Stettin für die Preußische Seehandlung, Berlin gebaut. Die Maschine für den Raddampfer wurde bei der Maschinenbauanstalt der Seehandlung in Berlin-Moabit gefertigt. Zunächst wurde das Schiff auf der Strecke Berlin – Hamburg eingesetzt. 1847 erfolgte ein Umbau und eine Verbesserung der Maschine. Ab 1848 wurde der Raddampfer in Berlin als Schlepper eingesetzt und schließlich 1851 verkauft.

## Binnenfahrgastschiff „Berlin“ von 1864
Dampfschiff unter der Flagge von Preußen. Das Schiff wurde 1864 auf der Werft Kessler in Greifswald für die Aktiengesellschaft für die Dampfschiffahrt in Berlin und Cöpenick gebaut. 1888 ging das Schiff in den Besitz der Dampfschiffahrtsgesellschaft Stern über und wurde 1899 verkauft.
- Länge: 17,50 m
- Breite: 3,00 m
- Passagiere: 100 Personen

## Binnenfrachtschiff „Berlin“ von 1880
Dampfschiff unter der Flagge des Deutschen Reiches. Das Schiff wurde 1880 auf der Werft Dresdner Maschinenfabrik und Schiffswerft in Dresden-Übigau für die C. Stahlkopf in Magdeburg als Louisa im sogenannten Finow-Maß gebaut. 1918 wurde der Dampfer von Julius Krümling in Magdeburg übernommen und in Berlin umbenannt. Nach dem Konkurs von Krümling 1930 wurde das Schiff an Karl Schaff in Breslau verkauft. Schaff ließ die Maschine ausbauen und das Schiff als Schleppkahn nutzen.
- Tragfähigkeit: 156 Tonnen
- Länge: 38,92 m
- Breite: 4,38 m
- Antrieb: Kolbendampfmaschine mit 60 PS (45 kW)

## Schleppdampfer „Berlin“ von 1882
Seitenrad-Schleppdampfschiff unter der Flagge des Deutschen Reiches. Das Schiff wurde 1882 auf der Sachsenberg-Werft in Roßlau für die Neue Norddeutsche Flußschiffahrtsgesellschaft gebaut. Zunächst kam das Schiff 1930 in den Besitz des Schiffers Graal, später wurden Behncke & Mewes Eigentümer des Schiffes. Mit Beginn des Zweiten Weltkrieges wurde das Schiff von der Deutschen Kriegsmarine beschlagnahmt und auf der Donau und im Schwarzen Meer eingesetzt.
- Länge: 42,60 m
- Breite: 3,70 m
  - Breite über die Radkästen: 7,90 m
- Antrieb: Dampfmaschine mit 200 PS (149 kW)

## Binnenschleppdampfer „Berlin“ von 1882
Seitenrad-Schleppdampfer unter der Flagge des Deutschen Reiches. Das Schiff wurde 1882 auf der Werft Sächsische Dampfschiffs- und Maschinenbauanstalt im Dresdner Stadtteil Leipziger Vorstadt für den Schiffer Strack aus Magdeburg gebaut. Das Schiff wechselte mehrfach den Besitzer. Nach Strack wurde P. Stahlberg aus Schluft bei Groß Schönebeck Besitzer des Schleppdampfers, zuletzt gehörte die Berlin dem Schiffer Streichau aus Hartum bei Minden. Um 1930 wurde das Schiff verschrottet.
- Länge: 23,00 m
- Breite: 4,10 m
- Antrieb: Dampfmaschine mit 250 PS (187 kW)

## Binnenfrachtschiff „Berlin“ von 1883
Hölzerner Dampfkahn unter der Flagge des Deutschen Reiches. Das Schiff wurde 1883 auf der Werft Eduard Stuhm in Stettin für den Schiffer Heinrich Maaß in Berlin gebaut. 1899 wurde das Schiff auf der Werft Gustav Koch umgebaut und erhielt eine stärkere Maschine. Die Neue Norddeutsche Fluß-Dampfschiffahrtsgesellschaft in Hamburg übernahm das Schiff 1918 und benannte es in Oranienburg um. Kurze Zeit später wurde das Schiff aber abgebrochen.
- Tragfähigkeit: 125 Tonnen
- Antrieb: Kolbendampfmaschine mit 20 PS (15 kW)
  - ab 1899 Kolbendampfmaschine mit 85 PS (63 kW)

## Binnenfrachtschiff „Berlin“ von 1886
Binnendampfschiff unter der Flagge des Deutschen Reiches. Das Schiff wurde 1886 auf der Jürgens-Werft in Hamburg für die Berliner Krangesellschaft gebaut. Eingesetzt wurde das Schiff im Eilverkehr zwischen Berlin und Hamburg. 1907 wurde die Berlin an den Berliner Lloyd und 1922 an einen unbekannten Besitzer verkauft.
- Tragfähigkeit: 125 Tonnen
- Länge: 44,30 m
- Breite: 4,60 m
- Antrieb: Dampfmaschine mit 150 PS (112 kW)

## Binnenfahrgastschiff „Berlin“ von 1895
Fahrgastdampfschiff unter der Flagge des Deutschen Reiches und der DDR. Das Schiff wurde 1895 als Neptun auf der Werft Johannsen in Danzig für die Oberspree-Dampfschiffahrt-Gesellschaft, Tismer & Co. bebaut. 1898 wurde das Schiff von der Spree-Havel-Dampfschiffahrtsgesellschaft Stern übernommen und in Berlin umbenannt. Nach dem Zweiten Weltkrieg verblieb das Schiff in der damaligen Sowjetischen Besatzungszone und später in der DDR bei den Verkehrsbetrieben Potsdam. 1965 erfolgte die Außerdienststellung.
- Länge: 31,70 m
- Breite: 6,40 m
- Antrieb: 2× Zweifachexpansionsdampfmaschinen mit 180 PS (119 kW)
- Passagiere: 352 Personen / 307 Personen ab 1948

## Binnen-Schlepper „Berlin“ von 1913
Dampfschiff unter der Flagge des Deutschen Reiches. Das Schiff wurde 1913 gebaut. Um 1927 ging das Schiff an die Schlesische Dampfer-Compagnie/Berliner Lloyd und wurde 1934 zum Motorschiff umgebaut.
- Länge: 18,08 m
- Breite: 4,68 m
- Antrieb: Dampfmaschine mit 98 PS (73 kW)
  - Antrieb ab 1934: Motor mit 150 PS (112 kW)

## Binnenfrachtschiff „Berlin“ von 1916
Dampfschiff unter der Flagge des Deutschen Reiches und der Bundesrepublik Deutschland. Das Schiff wurde 1916 auf der Werft Sachsenberg in Roßlau für einen Hamburger Eigner als Wittenberg gebaut. 1918 wurde der Dampfer an die Neue Norddeutsche Flußschiffahrtsgesellschaft verkauft. Im Jahr 1930 übernahm die Neue Norddeutsche und Vereinigte Elbeschiffahrts-Gesellschaft in Hamburg das Schiff und benannte es in Berlin um. Der Umbau zum Motorschiff erfolgte 1950. Danach wurde das Schiff in Oldenburg umbenannt und auf dem Rhein eingesetzt.
- Tragfähigkeit: 477 Tonnen
- Länge: 62,10 m
- Breite: 7,18 m

## Binnenfahrgastschiff „Berlin“ von 1922
Motorschiff unter der Flagge des Deutschen Reiches und der DDR. Das Schiff wurde 1922 für die Reederei Müller in Berlin als Sei Friedlich gebaut. Später wurde das Schiff in Emden umbenannt. Nach dem Zweiten Weltkrieg kam das Fahrgastschiff in den Besitz der Weißen Flotte Berlin. 1965 wechselte das Schiff unter dem Namen Berlin zu den Verkehrsbetrieben Potsdam. Die Außerdienststellung erfolgte 1971.
- Länge: 26,74 m
- Breite: 4,52 m

Passagiere: 200 Personen, davon 160 Personen innen

## Binnenfahrgastschiff „Berlin“ von 1928
Die Berlin wurde 1928 auf der Bodan-Werft in Kressbronn gebaut und fuhr bis etwa 1962 unter dem Namen Reichenau auf dem Bodensee. Danach wurde es als Tegel, Seute Deern und schließlich als Berlin in Berlin eingesetzt.
- Länge: 50,68 m
- Breite: 9 m

Passagiere: 400 Personen

## Binnenfrachtschiff „Berlin“ von 1954
Motorschiff unter der Flagge der DDR. Das Schiff wurde 1954 auf der VEB Schiffswerft Edgar André in Magdeburg für die Reederei DSU Berlin gebaut. Später wurde der VEB Binnenreederei Eigner des Schiffes.
- Wasserverdrängung: 1.002 Tonnen
- Tragfähigkeit: 772 Tonnen
- Ladefähigkeit: 696 Tonnen
- Länge: 67,08 m
- Breite: 8,22 m
- Tiefgang: 2,15 m
- Antrieb: Dieselmotor mit 300 PS (224 kW)
- Geschwindigkeit: 14 Knoten (etwa 26 km/h)

## Binnenfrachtschiff „Berlin“ von 1958
Motorschiff unter der Flagge der Bundesrepublik Deutschland. Das Schiff wurde 1958 auf der Teltow-Werft in West-Berlin für die Reederei Schlesische Dampfer-Compagnie in Hamburg gebaut.
- Tragfähigkeit: 700 Tonnen
- Länge: 62,00 m
- Breite: 7,50 m
- Tiefgang: 2,30 m
- Antrieb: Dieselmotor mit 390 PS (291 kW)

## Kontrollboot „Berlin“ von 1958
Motorboot unter der Flagge der DDR. Das Schiff wurde 1958 auf der VEB Yachtwerft Berlin in Berlin-Köpenick für das Wasserstraßenhauptamt der DDR in Berlin gebaut.
- Verdrängung: 4,2 Tonnen
- Länge: 11,83 m
- Breite: 3,24 m
- Tiefgang: 0,85 m
- Antrieb: Dieselmotor mit 102 PS (76 kW)

## Binnenfahrgastschiff „Berlin“ von 1959
Motorschiff unter der Flagge der Bundesrepublik Deutschland. Das Schiff wurde 1959 auf der Werft E. Berninghaus in Köln für die Reederei Köln-Düsseldorfer in Köln gebaut.
- Wasserverdrängung: 614 Tonnen
- Länge: 88, 55 m
- Breite: 8,85 m / 15,50 über die seitlichen Überbauten
- Tiefgang: 1,39 m
- Antrieb: 2 Maschinen je 850 PS (634 kW) auf 2 Voith-Schneider-Propeller
- Geschwindigkeit: 12,5 Knoten (etwa 23 km/h)
- Besatzung: 45 Personen
- Passagiere: 3000 Personen

## Binnentankschiff „Berlin“ von 1963
Motorschiff unter der Flagge der Bundesrepublik Deutschland. Das Schiff wurde 1963 auf der Werft Gutehoffnungshütte Rheinwerft in Walsum für die Voigt KG Tankschiff-Reederei Berlin gebaut.
- Tragfähigkeit: 1.000 Tonnen
- Länge: 67,00 m
- Breite: 8,20 m
- Tiefgang: 2,67 m
- Antrieb: Dieselmotor mit 670 PS (500 kW)
- Geschwindigkeit: 8,5 Knoten (etwa 16 km/h)

## Binnenfahrgastschiff „Wappen von Berlin“ von 1964
Das Schiff wurde 1964 auf der Kölner Werft für die Stern und Kreisschiffahrt gebaut und am 21. September 1964 von Rut Brandt getauft.
- Tragfähigkeit: 155 Tonnen
- Länge: 37,99 m, 1986 verlängert auf 44,52 m
- Breite: 8,00 m
- Tiefgang: 1,10 m (1,11 m)
- Antrieb: 2 Mercedes-Benz Dieselmotoren mit je 155 PS (114 kW)
- Geschwindigkeit: 10 Knoten (etwa 19 km/h)
- Fahrgäste: 500 Personen, nach Verlängerung 700 Personen

## Binnenfahrgastschiff „Berlin“ von 1971
Motorschiff unter der Flagge der DDR. Das Schiff wurde 1971 auf der VEB Schiffsreparaturwerft Genthin in Genthin für die Verkehrsbetriebe Potsdam (Weiße Flotte Potsdam) gebaut.
- Tragfähigkeit: 50 Tonnen
- Länge: 34,02 m
- Breite: 6,02 m
- Tiefgang: 1,11 m
- Antrieb: 2 Dieselmotoren mit je 108 PS (81 kW)
- Geschwindigkeit: 10 Knoten (etwa 19 km/h)
- Passagiere: 280 Personen

## Binnenfahrgastschiff „Berlin“ von 1980
Das Fahrgastschiff vom Typ III wurde 1980 auf der VEB Yachtwerft Berlin mit der Baunr 19-1111.01 in Berlin-Köpenick für den VEB Weiße Flotte Schwerin gebaut und am 27. April 1980 auf dem Schweriner See in Dienst gestellt.
- Tragfähigkeit: 61,5 Tonnen
- Länge: 28,60 m
- Breite: 5,10 m
- Tiefgang: 0,90 m
- Antrieb: Dieselmotor mit 122 PS (91 kW) auf eine Schraube
- Geschwindigkeit: 10 Knoten (ca. 18,6 km/h)
- Besatzung: 2 Personen
- Passagiere: 124 Personen

## Kontrollboot „Berlin“ von 1981
Motorboot unter der Flagge der DDR. Das Boot vom Typ KB 12 wurde 1981 auf der VEB Schiffswerft Königstein in Königstein für den VEB Binnenreederei Berlin gebaut.
- Länge: 12,28 m
- Breite: 3,13 m